# Ruth Seymour
Pour les articles homonymes, voir Seymour.
| image =
Ruth Seymour, née Ruth Epstein (épouse Hirschman)[1], le 17 février 1935 à New York et morte le 22 décembre 2023 à Santa Monica, est une directrice américaine de la radiodiffusion, connue pour son travail novateur avec la radio publique.

## Biographie
Ruth Epstein naît le 17 février 1935 à l'hôpital Sydenham dans le quartier de Harlem à New York.
Elle étudie l'hébreu et le yiddish au City College de New York sous la direction du célèbre linguiste Max Weinreich. C'est là qu'elle rencontre son futur mari, l'éminent poète Beat Jack Hirschman, qu'elle épouse en 1954 et dont elle adopte le nom de famille,. 
Lorsque Ruth Seymour arrive à KCRW-FM (89.9) en 1977, la station est installée dans une école primaire adjacente au Santa Monica College, où le personnel peut entendre le bourdonnement du plus ancien émetteur radio du pays à l'ouest du Mississippi à travers les murs des salles de classe reconverties.
Elle fait de cette radio un média public de premier plan à la fin du XXe siècle, transformant le paysage sonore de Los Angeles et au-delà.
Elle meurt le 22 décembre 2023 à l’âge de 88 ans.